# Alikber Alikberov
Alikber Kalabekovitch Alikberov (Аликбе́р Калабе́кович Аликбе́ров), né le 28 avril 1964 au village de Khiv dans le raïon de Khiv au Daguestan (URSS), est un historien et orientaliste de nationalité lezghienne et de citoyenneté russe, docteur en sciences historiques, directeur de l'institut d'études orientales de l'académie des sciences de Russie,,. Il est membre du comité scientifique de l'académie des sciences de Russie pour les questions d'ethnicité et de relations intercommunautaires et du conseil scientifique pour les questions d'études orientales. Il est également membre du comité d'experts de l'agence fédérale des affaires de nationalités de la Russie  et du groupe d'experts sur l'amélioration de la législation dans le domaine de la liberté de conscience et des associations religieuses du Conseil d'experts de la Douma d'État dans le cadre de la commission sur le développement de la société civile et des associations publiques et religieuses.

## Biographie
Il naît dans un village de la république socialiste soviétique autonome du Daguestan au sein de la famille d'un enseignant de russe de nationalité lezghienne. Il termine en 1986 la faculté d'histoire de l'université d'État du Daguestan et prépare sa thèse de 1991 à 1998 en étant assistant à la faculté orientale de l'université d'État de Léningrad ainsi qu'au secteur du Proche-Orient (cabinet arabe) du département de Léningrad de l'institut d'études orientales de l'académie des sciences d'URSS. Sa thèse de doctorat de troisième cycle porte sur Raïkhan al-khaka'ik va-boustan ad-daka'ik Moukhamad ad-Darbandi comme monument de l'historiographie musulmane  (XIe siècle) («Райхан ал-хака’ик ва-бустан ад-дака’ик Мухаммада ад-Дарбанди как памятник мусульманской историографии (XI в.)»), Il la défend en décembre 1991 à la filiale de Saint-Pétersbourg de l'institut d'études orientales de l'académie des sciences de Russie (institut des manuscrits orientaux). Son doctorat d'État est intitulé Approche de communication systémique pour l'étude de l'histoire de l'Orient dans la spécialité n° 07.00.09 : historiographie, études de sources et méthodes de recherche historique. II soutient sa thèse à l'Université d'État russe de sciences humaines, le 19 juin 2020.
Il travaille au département des études orientales de l'institut d'histoire, d'archéologie et d'ethnographie du centre de recherche fédéral du Daguestan de l'académie des sciences de Russie (1992), au secteur du Proche-Orient de la filiale de Saint-Pétersbourg de l'institut d'études orientales  (1993-1999), puis jusqu'à aujourd'hui à l'institut d'études orientales. Il a effectué des stages au Caire et à Oxford, a été professeur invité à l'université Nehru de New Delhi. En 2009, il dirige  le centre d'études d'Asie centrale, du Caucase et de l'Oural-Volga. En 2015, il est directeur adjoint de l'institut d'études orientales avec la responsabilité du centre précité. Le 19 août 2020, le Dr Alikberov est nommé directeur de l'institut des études orientales. Parallèlement, il coordonne les programmes magistériels de la faculté d'études orientales de l'université d'État russe de sciences humaines (ГАУГН), sur la base de l'institut d'études orientales.
Il est l'auteur de 130 publications en russe, en anglais, en allemand, en arabe.
Il s'intéresse aux sources historiques et historiographiques orientales du VIIe au XIVe siècle (épigraphie et manuscrits médiévaux arabes), aux études islamiques, à l'histoire antique et médiévale du Caucase oriental (histoire des souverains caucasiens du califat arabe et de Khazarie; à la théorie et à la méthodologie de l'histoire de l'Orient (aspects d'information et de communication); à l'histoire des communications euro-asiatiques; à l'islam moderne et aux problèmes de la transformation dans les pays d'Asie centrale et du Caucase. Il tient une page sur Facebook.
Il est marié et père de deux enfants.

## Quelques publications
- Дагестан и мусульманский Восток. Сборник статей в честь профессора Амри Рзаевича Шихсаидова. Сост. и отв. ред. А. К. Аликберов, В. О. Бобровников. М., 2010.
- Kitab al-makhzun fi jami‘ al-funun. Treasures from St.Petersburg Academic Collection of Oriental Manuscripts. CD-ROM publication by Dr. Efim Rezvan and Dr. Alikber Alikberov. Paris — New York — Lugano — Salzburg. N 8.
- Аликберов А. К. L'Époque de l'islam classique au Caucase. Abou Bakr ad-Darbandi et son encyclopédie soufie Raïkhan al-khaka'ik (XIe – XIIe siècles) [Эпоха классического ислама на Кавказе. Абу Бакр ад-Дарбанди и его суфийская энциклопедия «Райхан ал-хака’ик» (XI—XII вв.).] Moscou: Восточная литература, 2003. 847 pages